# Edward North, 1. Baron North
Edward North, 1. Baron North (* um 1496 in Walkeringham, Nottinghamshire; † 31. Dezember 1564 in London) war ein englischer Politiker der Tudor-Zeit.

## Herkunft, familiäres Umfeld und Erziehung
Edward North entstammte keiner Adelsfamilie, sondern aus der bürgerlichen Kaufmannschaft. Sein Vater war der Londoner Kaufmann Roger North († 1509), seine Mutter die ebenfalls bürgerliche Christiane Warcup. Er wurde um 1496 in Walkeringham in Nottinghamshire geboren. Ihrem einzigen Sohn ließen seine Eltern eine sorgfältige Erziehung angedeihen. So besuchte er zunächst die St Paul’s School in London, danach die Universität Cambridge, um dort Rechtswissenschaft zu studieren.

## Berufliche Laufbahn
Nach Abschluss seines Studiums trat er als Sekretär in die Dienste der Stadt London, danach war er von 1531 bis 1540 Sekretär des Parlaments. Bereits seit 1536 hatte er den Posten eines königlichen Sergeant of Law inne. Weitere juristische Ämter waren 1540 Treasurer des Court of Augmentation, danach dessen Chancellor von 1544 bis 1548 sowie von 1546 bis 1553 Mitglied des Privy Council. Er genoss dabei das volle Vertrauen Heinrichs VIII., dem er nach dem Rücktritt des Lordkanzlers Thomas Audley, 1. Baron Audley of Walden zusammen mit Sir Thomas Pope das Große Staatssiegel (Great Seal) überbrachte.
1533 erwarb er das Herrenhaus und Gut von Kirtling in Cambridgeshire und stieg damit in Landed Gentry dieser Grafschaft auf. 1540 bis 1543 hatte er das Amt des Sheriffs von Cambridgeshire und Huntingdonshire inne. 1542 wurde er zum Knight Bachelor geschlagen und als Knight of the Shire für Cambridgeshire ins Unterhaus des englischen Parlaments gewählt. Als solcher gehörte er dem Parlament 1542–1544, 1547–1552 und 1553 an. 1559 war er unter Elisabeth I. Lord Lieutenant von Cambridgeshire.

## Lord North und Königin Maria I.
Edward North gehörte zu den Mitgliedern des Privy Council, die am 9. Juli 1553 an Prinzessin Maria geschrieben hatten, dass sie Jane Grey als künftige Königin anerkennen würden. Erstaunlicherweise hat Maria nach ihrer Thronbesteigung Edward North das nicht nachgetragen. Diese berief ihn am 17. Februar 1554 durch Writ of Summons in das House of Lords und erhob ihn damit zum erblichen Baron North. Er gehörte dann zur Eskorte, die König Philipp II. von Spanien zur Hochzeit mit Maria von Southampton nach Winchester begleitete. Beim Empfang des Kardinals Reginald Pole im November 1554 trug er dem König das Schwert voran.
Edward North starb in London am 31. Dezember 1564 und wurde in Kirtling begraben.

## Ehen und Nachkommen
Er hatte um 1528 in erster Ehe Alice Squire geheiratet und heiratete nach deren Tod um 1561 in zweiter Ehe Margaret Butler. Aus erster Ehe hatte er zwei Söhne, Roger North (1531–1600), der ihn als 2. Baron North beerbte, und Sir Thomas North (1535–um 1603), sowie zwei Töchter, Christian North († nach 1563), die William Somerset, 3. Earl of Worcester († 1589), heiratete, und Mary North († 1558), die Henry Scrope, 9. Baron Scrope of Bolton († 1591), heiratete.